# Tir national de Versailles
Le Tir national de Versailles (TNV) est, à la fois, un lieu où se pratique différentes disciplines du tir et un club (loi de 1901) qui regroupe les pratiquants de ces disciplines.

## Histoire

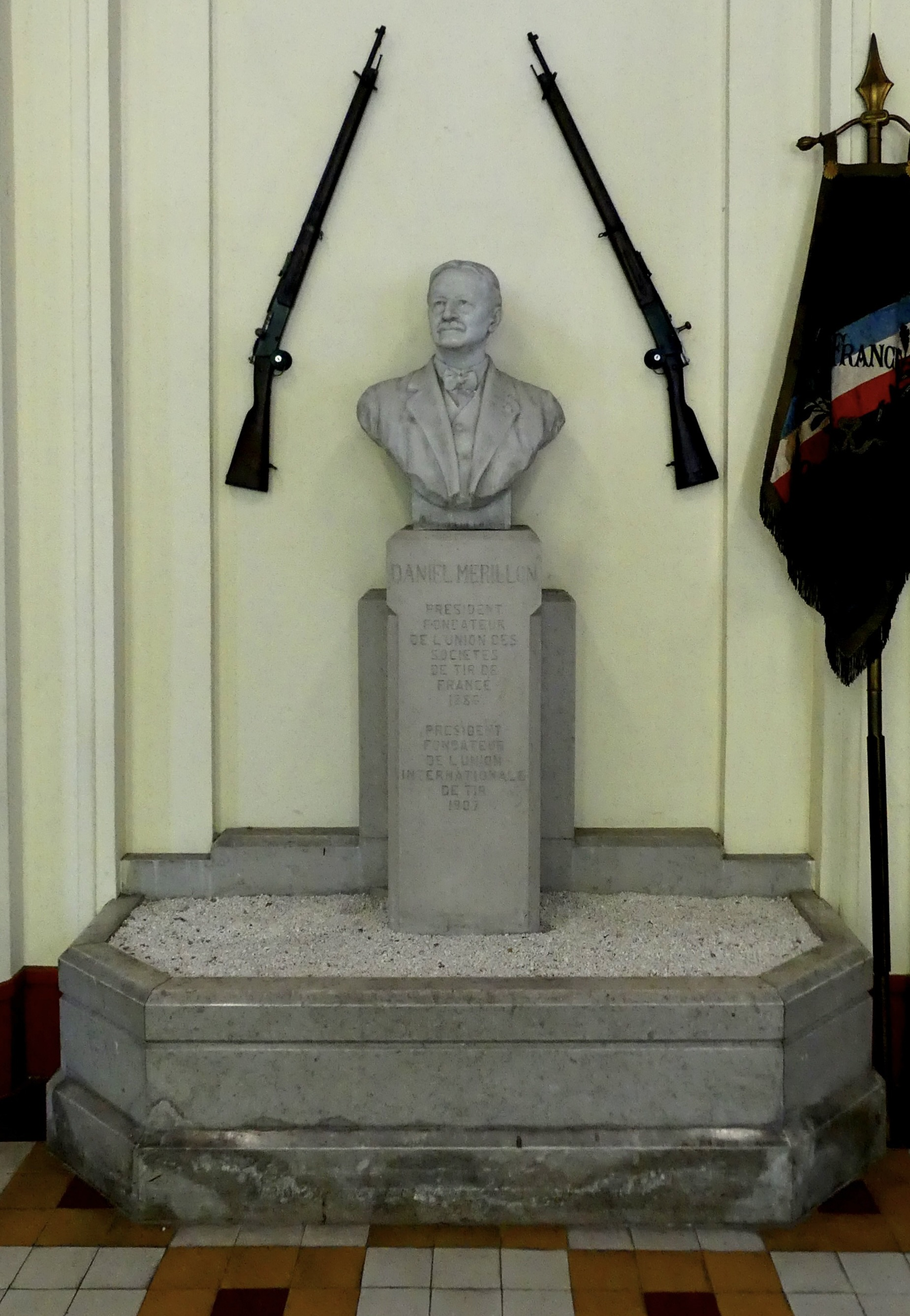
Le monument à la mémoire de Daniel Mérillon, situé dans la salle d'honneur du Tir national de Versailles.

C’est en 1875 que la ville de Versailles fait construire un stand de tir municipal à l’emplacement actuel du stand national de tir de Versailles. 
Le 17 août 1876, la municipalité de Versailles décide de fonder une société de tir et de préparation militaire qui prend le titre de « Société versaillaise de tir », à qui elle confie son stand municipal. 
Le 15 novembre 1877, cette société devient une société civile de tir sous le titre du « Tir de Versailles ».
En 1924, « Le Tir de Versailles » et la municipalité de Versailles acceptent que le stand municipal de tir soit transformé en stand national de tir et soit cédé à l'Union des sociétés de tir de France (USTF),. Le stand national de tir de Versailles occupe déjà une superficie de 2,5 hectares, les constructions couvrent 2 250 m2.
La même année, il accueille les compétitions de tir à 25 mètres (pistolet) et 100 mètres (cerf courant) des Jeux olympiques d'été de 1924, au cours desquels la France remporte une médaille d'or individuelle,,. En 1926, il prend le nom de stand Daniel Mérillon, du nom du président de l'Union des sociétés de tir de France (USTF) et de l'Union internationale des sociétés de tir, décédé en 1925.
En août 1928 est inauguré un monument en mémoire de Daniel Mérillon et est organisé le 31e concours national et international de l'USTF,,.

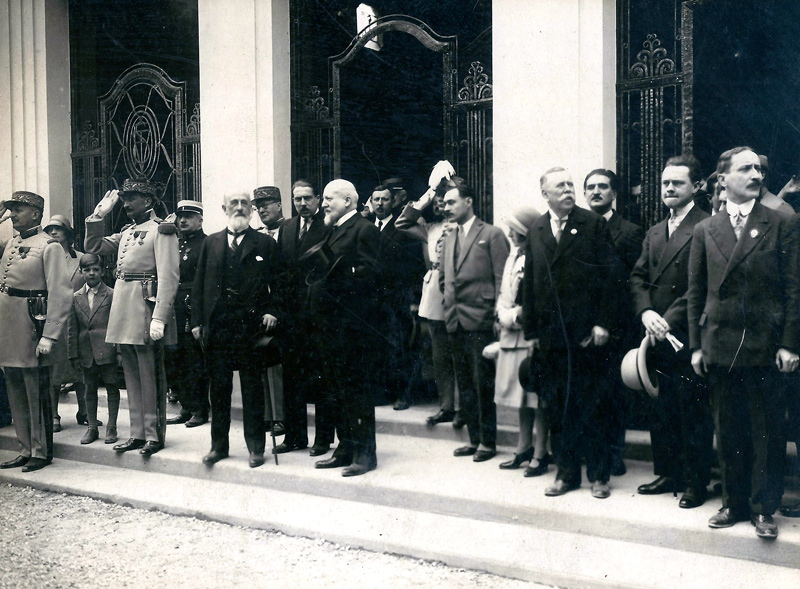
Inauguration en présence de Gaston Doumergue, au centre, le 2 juin 1929.

Le stand est inauguré le 2 juin 1929 par le président de la République de l’époque, Gaston Doumergue, en présence de la musique du 24e régiment d'infanterie et un détachement du 31e régiment du génie,,.
En 1931, la société prend le nom de « Tir national de Versailles » pour assurer la gestion du stand. Elle est reconnue d’utilité publique depuis 1974,.
Ses buts statutaires sont le développement du tir sportif. Une tâche dont le TNV s’acquitte depuis plus d’un siècle dans quasiment toutes les disciplines.

## Résultats
- 2017 : au 13e grand prix de France de Tir aux Armes Réglementaires (TAR), le TNS réalise le triplé (équipe : COS Jean-Christophe, SCHAMING Richard, BOCHE Pascal) aux tirs commémoratifs à 200 mètres[17].